# Cmentarz żydowski w Russocicach
Cmentarz żydowski w Russocicach – kirkut używany niegdyś przez żydowską społeczność zamieszkującą Russocice. Nie wiadomo kiedy dokładnie został założony. Został zniszczony podczas wojny i nie zachowały się na nim żadne nagrobki. Został wpisany do rejestru zabytków.